# Stiftsgymnasium St. Paul

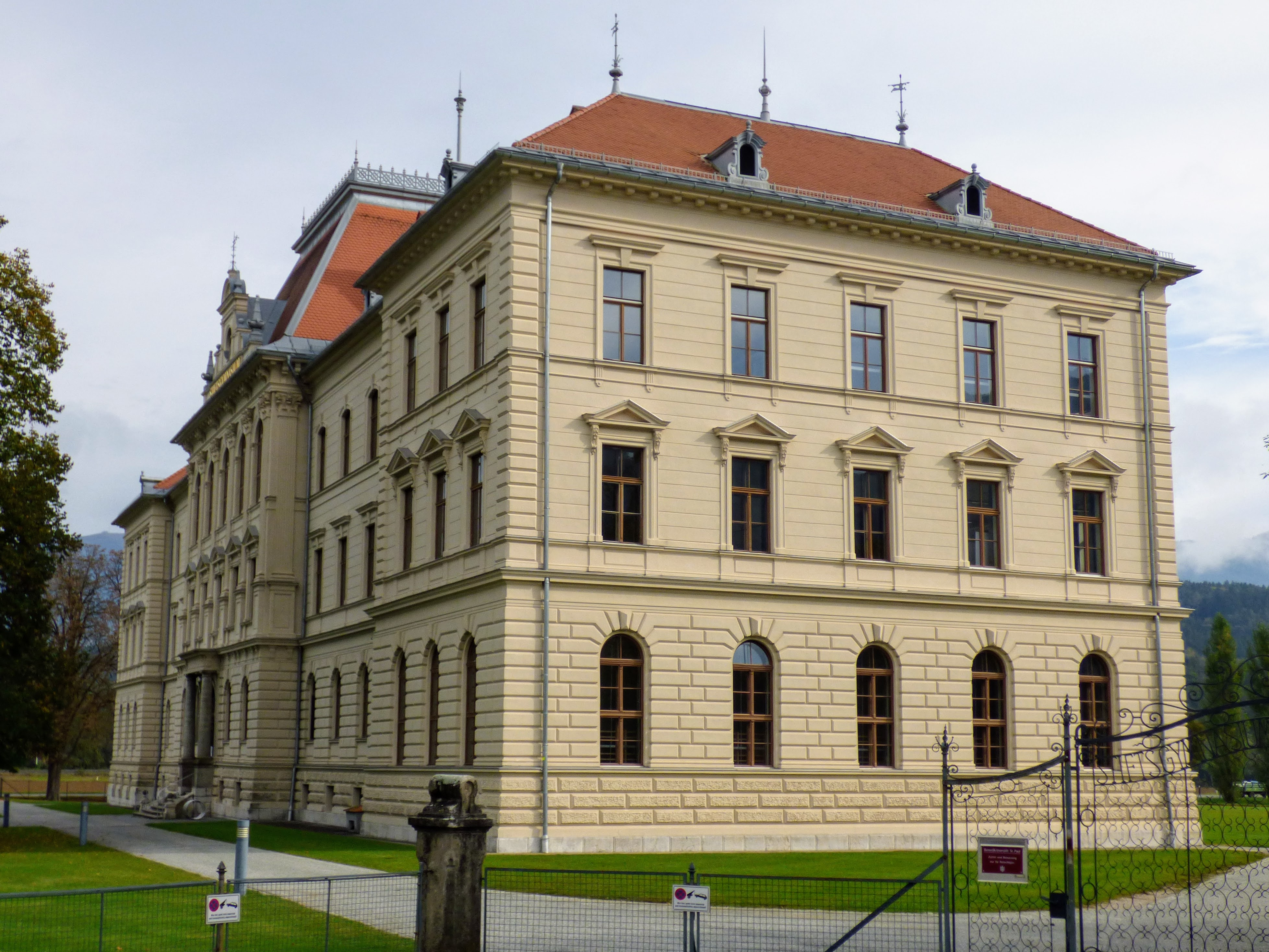
Stiftsgymnasium

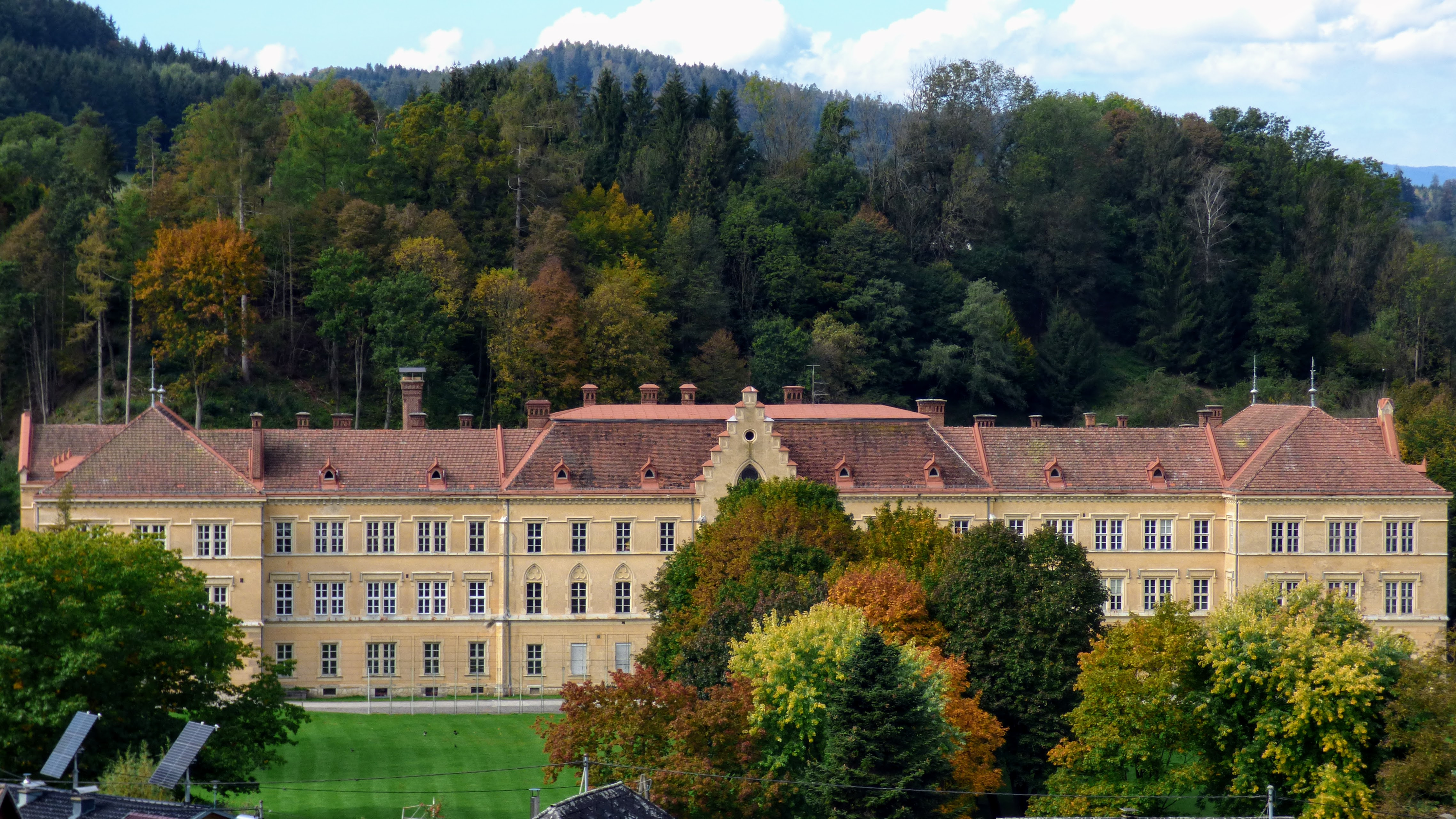
Konviktsgebäude

Das Stiftsgymnasium St. Paul ist eine katholische Privatschule des Benediktinerstiftes St. Paul in Kärnten. Die Schüler werden in 26 Klassen (Stand 2025) von rund 44 Lehrern unterrichtet. Der offizielle Name der Schule lautet Öffentliches Stiftsgymnasium der Benediktiner in St. Paul.
Von der 1. bis zur 4. Klasse wird Digitale Grundbildung unterrichtet.

## Geschichte
Die Anfänge der Lehrtätigkeit am Stift St. Paul reichen in die Mitte des 12. Jahrhunderts zurück. Das Stift war bereits bald nach seiner Gründung mit Handschriften ausgestattet worden, und bereits unter seinem dritten Abt Wernher (1138–1159) hatte es unter den Adeligen der Region einen derart guten Ruf, dass diese ihre Söhne zur Erziehung und Bildung in das Kloster schickten; zu dieser Zeit unterhielt das Stift bereits eine Schreibschule. Auch wenn die Quellen aus dem Hoch- und Spätmittelalter diesbezüglich wenig berichten, gilt als gesichert, dass St. Paul stets eine Lateinschule unterhalten hat. In dieser Schule ist der berühmte Arzt und Naturforscher Paracelsus, der mit seiner Familie ab 1502 nach Villach übersiedelte, unterrichtet und auf sein Studium vorbereitet worden.
Die Schule in St. Paul wurde 1777 unter der österreichischen Kaiserin Maria Theresia in ein Gymnasium umwandelt. Doch schon wenige Jahre später wurde durch ihren Sohn Joseph II. das Stift und damit auch das dazugehörende Gymnasium 1782 aufgelöst. Nach der Wiederbesiedlung des Stiftes im Jahr 1809 veranlasste Abt Berthold Rottler noch im selben Jahr die Wiedereröffnung der Schule, im Stiftungsdokument von 1809 werden die Erziehung und die Unterhaltung einer Schule ausdrücklich als eine der Hauptaufgaben des Stifts hervorgehoben. Rottler erließ zudem 1812 neue Statuten für die Lehrtätigkeit im Stift und gründete 1817 ein Konvikt. Auch Rottlers Nachfolger waren um das Bildungswesen bemüht, so wurde etwa sein Nachfolger Meinrad Amann 1828 vom Kaiser zum Prüfungskommissär des Gymnasiums in Klagenfurt bestimmt (dem heutigen Europagymnasium, an das aus den Reihen des St. Pauler Konvikts schon seit 1809 Lehrkräfte entsandt wurden, etwa Ambrosius Eichhorn).
Nachdem im Jahr 1871 das Gymnasium in Klagenfurt verstaatlicht worden war, konnte St. Paul seine Lehrtätigkeit auf die klostereigene Schule konzentrieren. 1874 erhielt das Gymnasium das Öffentlichkeitsrecht. 1896 wurde das Untergymnasium in ein Vollgymnasium umgewandelt, und im Schuljahr 1897/98 konnte die erste fünfte Klasse eröffnet werden. Gleichzeitig wurde auch der Grundstein für ein neues Schulhaus gelegt. Bereits zu Beginn des Schuljahres 1899/1900 konnte das neue Gebäude bezogen werden, und im Jahr darauf legten die ersten Schüler ihre Reifeprüfung ab.
Durch die Erweiterung des Schulbetriebs wurde auch bald das erst 1889 errichtete Konviktsgebäude, das sogenannte Josephinum, zu klein, so dass es zwischen 1907 und 1909 erheblich erweitert wurde und nach seiner Fertigstellung als modernstes Internat Österreichs galt.
Prominente Bewohner des Konvikts zur Zeit der österreichisch-ungarischen Monarchie waren Hugo Wolf, der Orthopäde Adolf Lorenz (Vater von Konrad Lorenz), Attila und Paul Hörbiger sowie in den 1930er Jahren, als im Konvikt auch Theateraufführungen stattfanden, Gustav Manker.
Im Ersten Weltkrieg starben 126 der 200 Schüler, die in den Krieg gezogen waren. Ab 1917/18 wurden am Gymnasium auch Mädchen unterrichtet. Ab 1908 war der Benediktinermönch, Maler und Holzschneider Switbert Lobisser Kunsterzieher in St. Paul, der auch die Wandgemälde in der Stiftskapelle schuf. Die Exkursionen, die er mit seinen Schülern unternahm, wurden von Paul Hörbiger in seiner Autobiographie beschrieben. Ab 1914 war Lobisser auch Forstmeister des Stiftes. 1932 trat Lobisser aus dem Orden aus und näherte sich sukzessive der NS-Ideologie an. Eine Gesamtsammlung seiner 673 Holzschnitte befindet sich im Besitz des Stiftes St. Paul. Zum Schuljahr 1933/34 wurde Englisch zum Pflichtfach.
Nach dem „Anschluss“ an das Dritte Reich 1938 wurde das Gymnasium zunächst verstaatlicht und alle geistlichen Lehrer der Schule verwiesen. Das Stift wurde 1940 aufgehoben und die Schule in eine Nationalpolitische Lehranstalt (NAPOLA) umgewandelt. Bald nach Kriegsende wurde das Stift durch die Mönche wiederbesiedelt und der Lehrbetrieb wieder aufgenommen. Bis heute erinnert ein Hakenkreuz, das an der Fassade des Konviktsgebäudes einen Abdruck hinterließ, an die nationalsozialistische Geschichte der Schule. Eine Kontextualisierung davon wurde 2023 vorgenommen.
1976/77 wurde das Internat Josephinum geschlossen und stattdessen eine Tagesheimschule geöffnet. Die ersten bis dritten Klassen werden nun in dem ehemaligen Internatsgebäude unterrichtet, die vierten bis achten Klassen im Hauptgebäude. Im Schuljahr 2008/09 wurde auch eine der drei dritten Klassen wegen Platzmangel ins Hauptgebäude verlegt. In den Jahren 2001 und 2002 wurde das gesamte Schulgebäude anlässlich der Hundertjahrfeier außen wie innen renoviert.
Von 1992/93 bis zu seinem Tod 2010 war Pater Paulus Kaimbacher Direktor der Schule. Nach dem Tod Kaimbachers wurde die damals dienstälteste Professorin Helga Rüther provisorische Leiterin für das laufende Schuljahr. Der Ordensbruder Thomas Petutschnig war anschließend von 2011 bis 2018 Direktor. Unter seiner Leitung wurde in St. Paul die Zentralmatura als erste in ganz Österreich als Pilotprojekt durchgeführt.
Sein Nachfolger war Simon Leschirnig-Reichel, der ehemalige Administrator der Schule – seit Langem ein Nicht-Geistlicher Direktor an der katholischen Schule. Sein Amt war nur von kurzer Dauer, da er bereits im Juni 2019 in den Ruhestand getreten ist. Die derzeitige Leitung übernimmt seine Frau Ines Leschirnig-Reichel, damit ist sie die erste Frau, die als Direktorin am Stiftsgymnasium St. Paul fungiert.

## Bildungsangebot
- 1. und 2. Klasse: gleicher Unterricht in allen Klassen, Englisch (1.–8. Klasse), EDV (Pflichtgegenstand).
- 3. und 4. Klasse: Einteilung in Realgymnasium (Schwerpunkt Naturwissenschaften, Geometrisches Zeichnen) und Gymnasium (Pflichtfach Latein). Zum Schuljahr 2019/2020 wurde auch Französisch als Wahlpflichtfach eingeführt. Zudem bestehen Wahlmöglichkeiten für die Freigegenstände Italienisch, Französisch und weiterführende Informatik.
- 5.–8. Klasse: Realgymnasium (Latein, ab der 7. Klasse Darstellende Geometrie), wahlweise zweite lebende Fremdsprache – F/I bzw. Informatik und Gymnasium (Fortsetzung von Latein, zweite lebende Fremdsprache Französisch oder Italienisch).

## Bekannte Altsanktpauler
- Theophrastus Bombast Paracelsus von Hohenheim (vermutlich 1493–1541)
- Johann von Mikulicz (1850–1905) – Chirurg
- Adolf Lorenz (1854–1946) – Chirurg, Begründer der Orthopädie, Vater von Konrad Lorenz
- Hugo Wolf (1860–1903) – Komponist
- Sebastian Weberitsch (1870–1946), Mediziner und Schriftsteller
- Paul Hörbiger (1894–1981), Schauspieler
- Attila Hörbiger (1896–1987), Schauspieler
- Gustav Manker (1913–1988), Regisseur und Bühnenbildner, Direktor des Wiener Volkstheaters
- Günther Winkler (1929–2024), Jurist, Universitätsprofessor in Wien
- Siegfried Josef Bauer (1930–2021), Weltraumforscher und Universitätsprofessor
- Gerd Ebner (* 1945), Generalmajor
- Michael Schmid (* 1945), Landesrat, Bundesminister
- Peter Simonischek (1946–2023), Schauspieler
- Erich Marx (* 1947), Direktor Salzburg Museum
- Friedrich Orter (* 1949), Journalist
- Felix Tretter (* 1949), Psychologe und Psychiater
- Dieter W. Fellner (* 1958), Informatiker und Universitätsprofessor
- Gerhard Seifried (* 1961), Autor, Journalist und Politiker (Bürgermeister der Bezirksstadt Wolfsberg von 1998 bis 2011)
- Johann Spitzer (1819–1891), Sensenfabrikant, Gutsbesitzer und Politiker
- Dietmar Werner Winkler (* 1963), Kirchenhistoriker, Ökumeniker und Universitätsprofessor
- Arthur Winkler-Hermaden (* 1965), Diplomat
- Stefan Kopp (* 1985), Priester und Hochschulprofessor

## Persönlichkeiten

### Bekannte Lehrer
- Richard Strelli (1875–1940) – Abt des Benediktinerstiftes
- Switbert Lobisser (1878–1943) – Maler und Holzschneider
- Walther Alois Fresacher (1884–1982), Lokalhistoriker
- Heinrich Ferenczy (1938–2018) – bis 2006 auch Abt des Schottenstiftes in Wien
- Hubert Steppan (1928-2009) - Musiker und Stiftskapellmeister